# Al Jama-ah
Al Jama-ah (arabisch; deutsch etwa: „Die Partei“) ist eine 2007 gegründete politische Partei in Südafrika. Sie vertritt die Interessen von Muslimen und erreichte bei den Wahlen 2019 erstmals einen Sitz in der Nationalversammlung.

## Geschichte
2007 gründete der Journalist Ganief Hendricks die Partei in einer Moschee in Kapstadt. Sie nahm an den nationalen Wahlen 2009 und 2014 teil, wo sie aber kein Mandat gewann. 2019 erzielte sie 0,18 % der Stimmen und somit ein Mandat. Bei den gleichzeitig stattfindenden Wahlen zu den Provincial Legislatures erzielte sie mit 0,86 % der Stimmen ein weiteres Mandat in der Provinz Westkap. In den Provinzen KwaZulu-Natal, Gauteng und Ostkap blieb die Partei unter 0,3 %.
Im Januar 2023 wurde der aus Soweto stammende Imam Thapelo Amad, Parteivorsitzender in der Provinz Gauteng, ad interim zum Bürgermeister von Johannesburg gewählt, nachdem die bisherige Amtsinhaberin Mpho Phalatse von der Democratic Alliance ein Misstrauensvotum verlor. Amads Amtszeit endete durch Rücktritt am 24. April 2023.
Bei den nationalen Parlamentswahlen von 2024 erzielte die Partei zwei Abgeordnetenmandate. Als zehnte politische Gruppierung wurde die Bereitschaft zur Mitwirkung an der „Regierung der Nationalen Einheit“ öffentlich erklärt.

## Struktur und Programm
Ganief Hendricks steht der Partei seit ihrer Gründung vor. Die Parteizentrale befindet sich in Kapstadt.
2009 beschloss die Partei, dass Ratsmitglieder zehn Prozent ihrer damit erzielten Einnahmen an die Partei abführen sollen, damit eine Parteizentrale eingerichtet werden kann.
Das Parteiemblem ist grün-schwarz-rot längsgestreift, mit einem schwarzen Dschīm auf dem grünen und schwarzen Teil.
Der Slogan der Partei ist Deen First, etwa „Religion [bzw. Glaube] zuerst“. Zu den Programmpunkten von Al Jama-ah gehören gemäß Wahlprogramm 2019 die Aufrechterhaltung eines islamischen Ethos, der Respekt vor und die Beachtung der südafrikanischen Verfassungsordnung, die Bekämpfung von Korruption, die Beendigung von Obdachlosigkeit und Landlosigkeit sowie die Verbesserung der öffentlichen Versorgung.